# Калокастро
Калокастро (грч. Καλόκαστρο) је насељено место у општини Доња Џумаја у периферији Средишња Македонија, Грчка. Према попису из 2021. године било је 200 становника.
Према бугарском географу и историчару, Василу Канчову, у Калокастру је 1900. године живело 200 Турака. Године 1924. турско становништво је принудно исељено у Турску а на њихово место су насељене грчкe избегличке породице, којих је на попису из 1928. године било 315. Село се раније звало Салтикли.